# Podział administracyjny Kościoła katolickiego na Jamajce
Podział administracyjny Kościoła katolickiego na Jamajce – w ramach Kościoła katolickiego na Jamajce funkcjonuje obecnie jedna metropolia, w której skład wchodzi jedna archidiecezja dwie diecezje.
Jednostki administracyjne Kościoła katolickiego obrządku łacińskiego na Jamajce:

## Metropolia na Jamajce
- Metropolia Kingston na Jamajce
  - Archidiecezja Kingston na Jamajce
  - Diecezja Mandeville
  - Diecezja Montego Bay
  - Diecezja Belize City–Belmopan
  - Misja „sui iuris” Kajmanów